# بنکوی دنگزلو

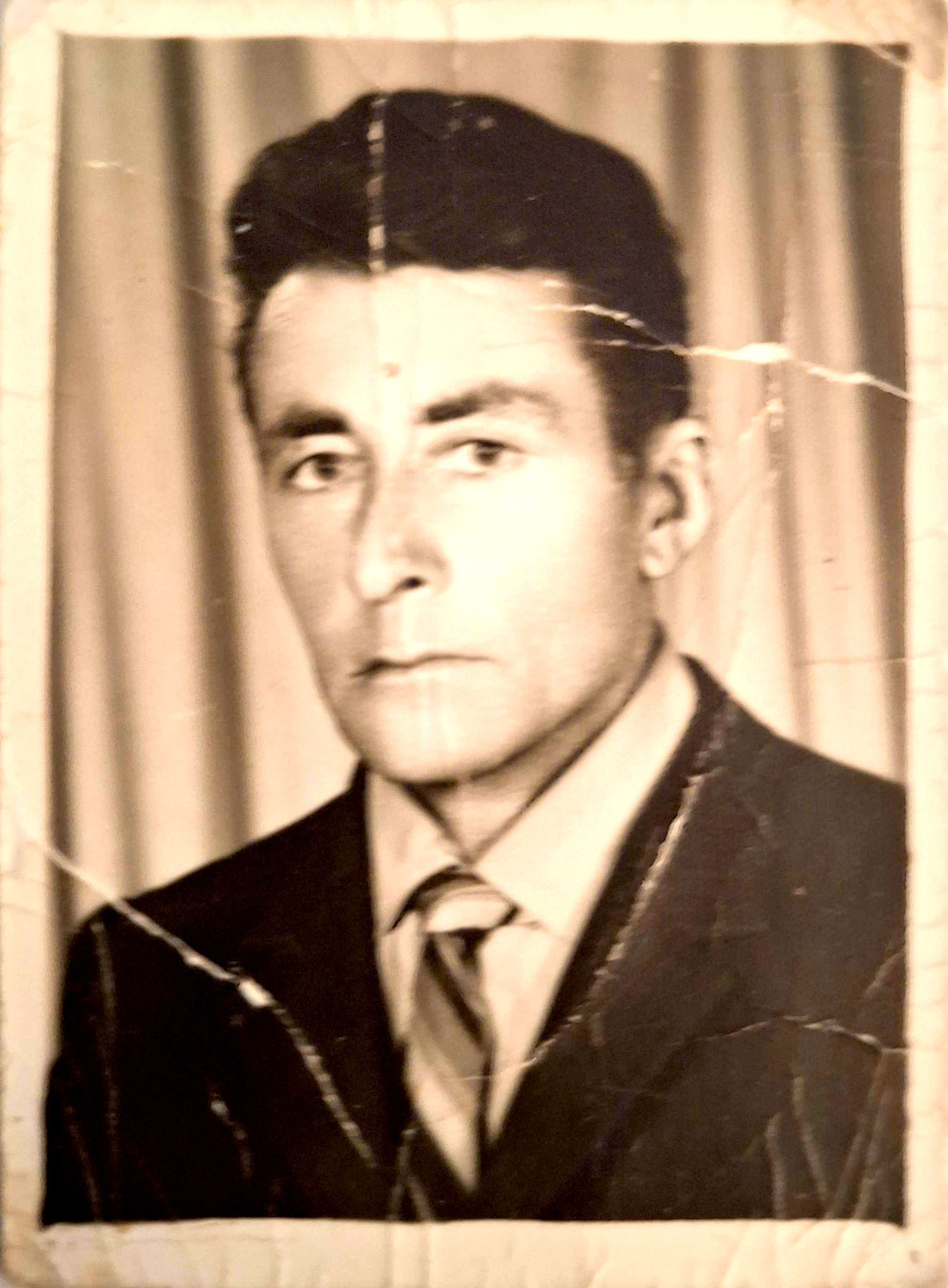
یدالله حیدری دنگزلو(کدخدای بنکوی دنگزلو)

بنکوی دنگزلو، روستایی از توابع بخش مرکزی شهرستان فراشبند در استان فارس ایران  است.

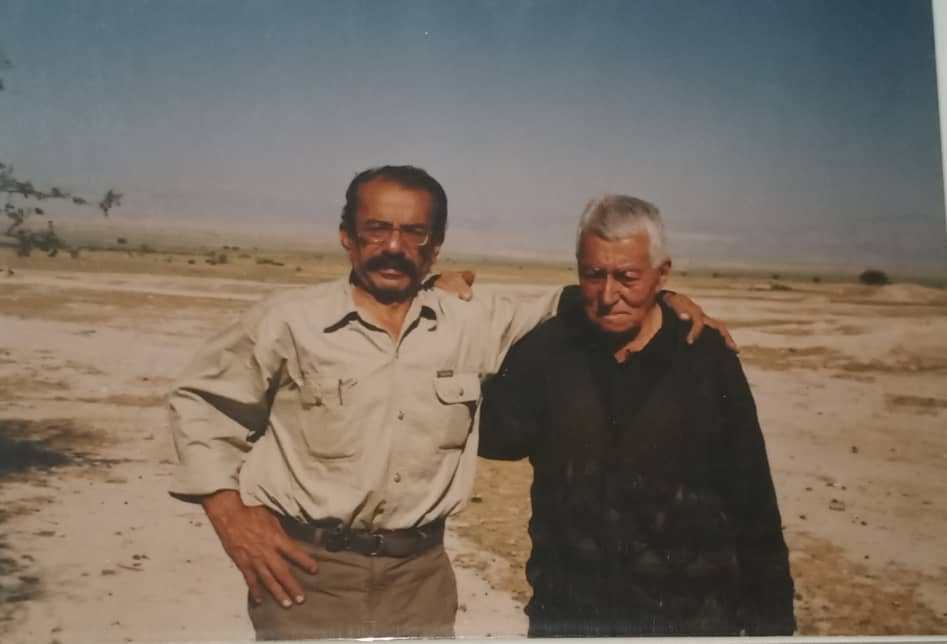
یدالله حیدری سمت راست و میرزآقا(دوستش) در روستای بنکوی دنگزلو دشت حسین آباد

وجه تسمیه: بنکوی دنگزلو از بنکوهای تیره ی قره میرشاملو و طایفه فارسیمدان (ایمور) می باشد که در آخر به عنوان تیره ای مجزا میگردد و آخرین کدخدای این بنکو نیز یدالله حیدری بود.

## جمعیت
این روستا در دهستان آویز قرار دارد و براساس سرشماری مرکز آمار ایران در سال ۱۳۸۵، جمعیت آن زیر سه خانوار بوده‌است.
زبان: زبان مردم روستا ی بنکوی دنگزلو ترکی قشقای با لهجه فارسیمدان می باشد.

## مناطق دیدنی روستا:
امام زاده خنگ سوار
آب انبارهای باستانی
قلات تیر
قلات جمشید
قیرمیزی یال
کشتر
این بنکو شامل سه بیله ی اصلی می باشد:
1. بیله حسنقلو اولادی
2. بیله یاغوبلو
3. بیله ی شاهبازلو

کدخدای بنکو یدالله حیدری بود که جز اخرین نسل کدخایان قشقایی می باشد و پس از این نسل تقریبا کل سیستم ایلیاتی قشقایی ها به هم میریزد. البته ایشان تا پایان عمر به عنوان کد خدا شناخته میشد و مردم منطقه نیز به ایشان احترام میگذاشتند. ایشان دارای سواد مکتب خانه ای بودند و اهل مطالعه بودند و همچنین به شاهنامه مسلط بودند. به دلیل روابط اجتماعی بالا در حل فصل موضوعات اجتماعی پیشقدم بودند.

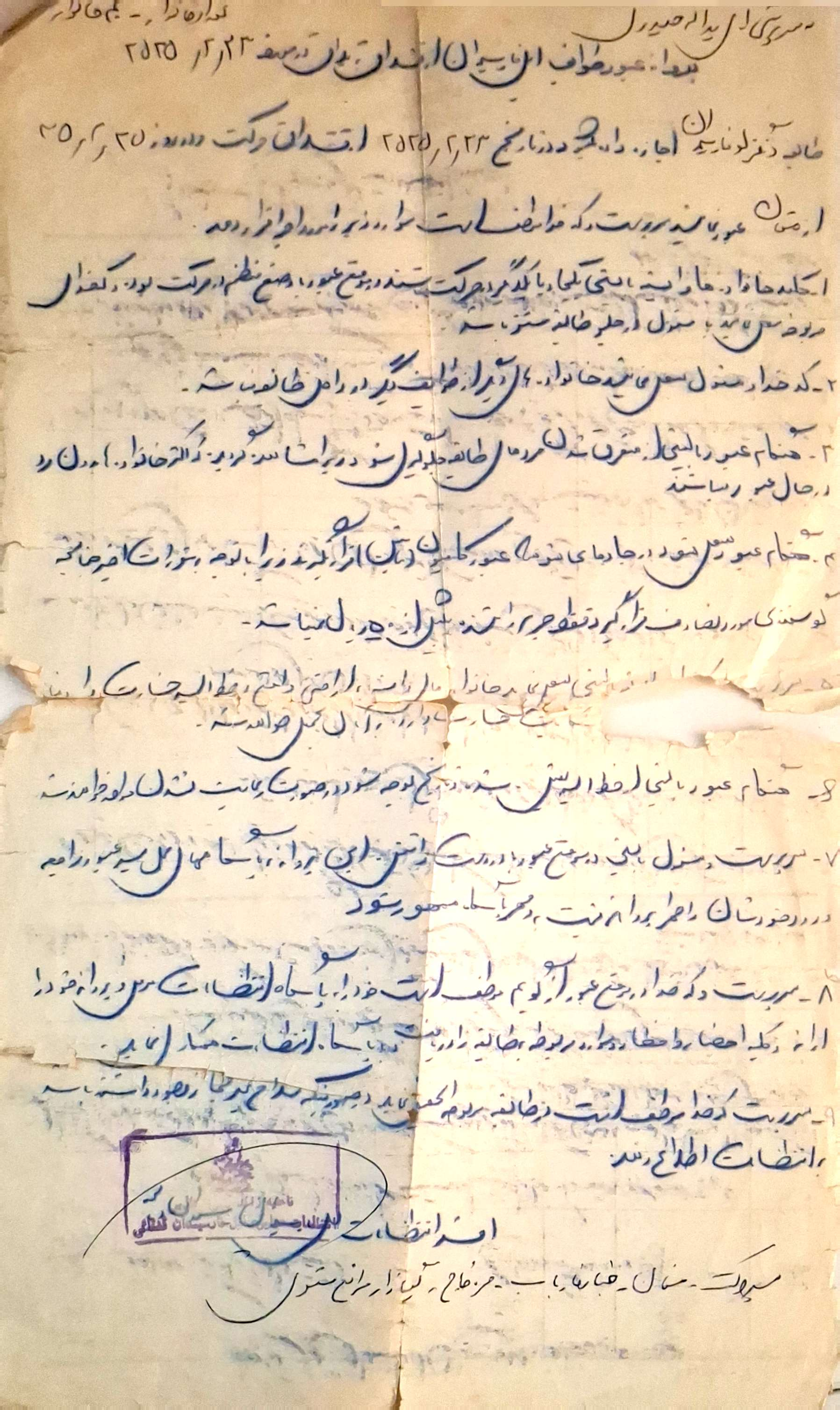
مجوز عبور بنکو

## ییلاق و قشلاق بنکوی دنگزلو:
قشلاق: روستای رونی در استان بوشهر و روستای دنگزلو و حسین آباد در فارس
ییلاق: منطقه دره گرم دزکرد -قاتارآقاج -یونجالی
و منطقه روستای گیاه زار در نزدیکی شیراز خان زنیان